# German Bestelmeyer
German Bestelmeyer (8 juin 1874 à Nuremberg – 30 juin 1942 à Bad Wiessee) est un architecte allemand, maître de conférences d'université et propagandiste de l'architecture nazie.

## Biographie
De 1893 à 1897 Bestelmeyer étudie l'architecture à l'université technique de Munich, à laquelle Paul Troost fait aussi partie, où il est étudiant de Friedrich von Thiersch et où il suit l'enseignement de Theodor Fischer. Puis il est élève à l'académie des Beaux-Arts de Vienne où il reçoit l'enseignement de Friedrich von Schmidt. En 1910 il travaille en tant que professeur à l'université technique de Dresde, succédant à Fritz Schumacher. En 1911 Bestelmeyer prend la succession du poste de Paul Wallot en tant que professeur à l'académie des arts de Dresde et en 1915 à l'académie des Arts de Berlin, à la suite de Johannes Otzen. En 1919 il devient alors professeur à l'université technique de Berlin. À partir de 1922 il enseigne à l'université de technique de Munich, succédant à Friedrich von Thiersch. De 1924 à 1942 il est le président de l'académie bavaroise des arts plastiques de Munich. Bestelmeyer fait partie du Deutscher Werkbund et du Kampfbund für deutsche Kultur. En 1933 il entre au NSDAP.
En s'alliant en 1928 avec Schultze-Naumburg, Schmittehenner et d'autres encore pour former le Block, un groupe d'architectes déterminés à combattre les expériences artistiques du Bauhaus, il se fait apprécier par le régime en place la décennie suivante. Durant le Troisième Reich une simple opposition au Bauhaus est suffisante à pratiquement n'importe quel architecte pour gagner l'approbation officielle du régime ; c'est donc le cas pour Bestelmeyer. Il est loué par Paul Schultze-Naumburg pour une conférence donnée en 1931, car lors de celle-ci il se place comme défenseur des styles traditionnels. En 1934 il devient le chef de l'Académie d'Art de Munich pour laquelle il engage Alexander von Senger, opposant passionné de l'architecture bolchévique. Par la suite Bestelmeyer dessine le bâtiment des bureaux de la Luftwaffe sur Prinzregentenstraße à Munich. Ce bâtiment traditionnel et ses autres travaux sont particulièrement remarqués et appréciés vers la fin des années 1930.
Un article qu'il écrit en 1934 tire l'essence de ses idées et accueille sûrement l'approbation des nazis. Admirant les critiques de Senger envers Le Corbusier, il trouve que l'architecture des années 1920 est pétrifiée dans une voie uniquement technologique, produisant une architecture sans âme. Le toit plat, déclara-t-il, n'est simplement pas adapté au climat allemand.

## Quelques éléments de son œuvre

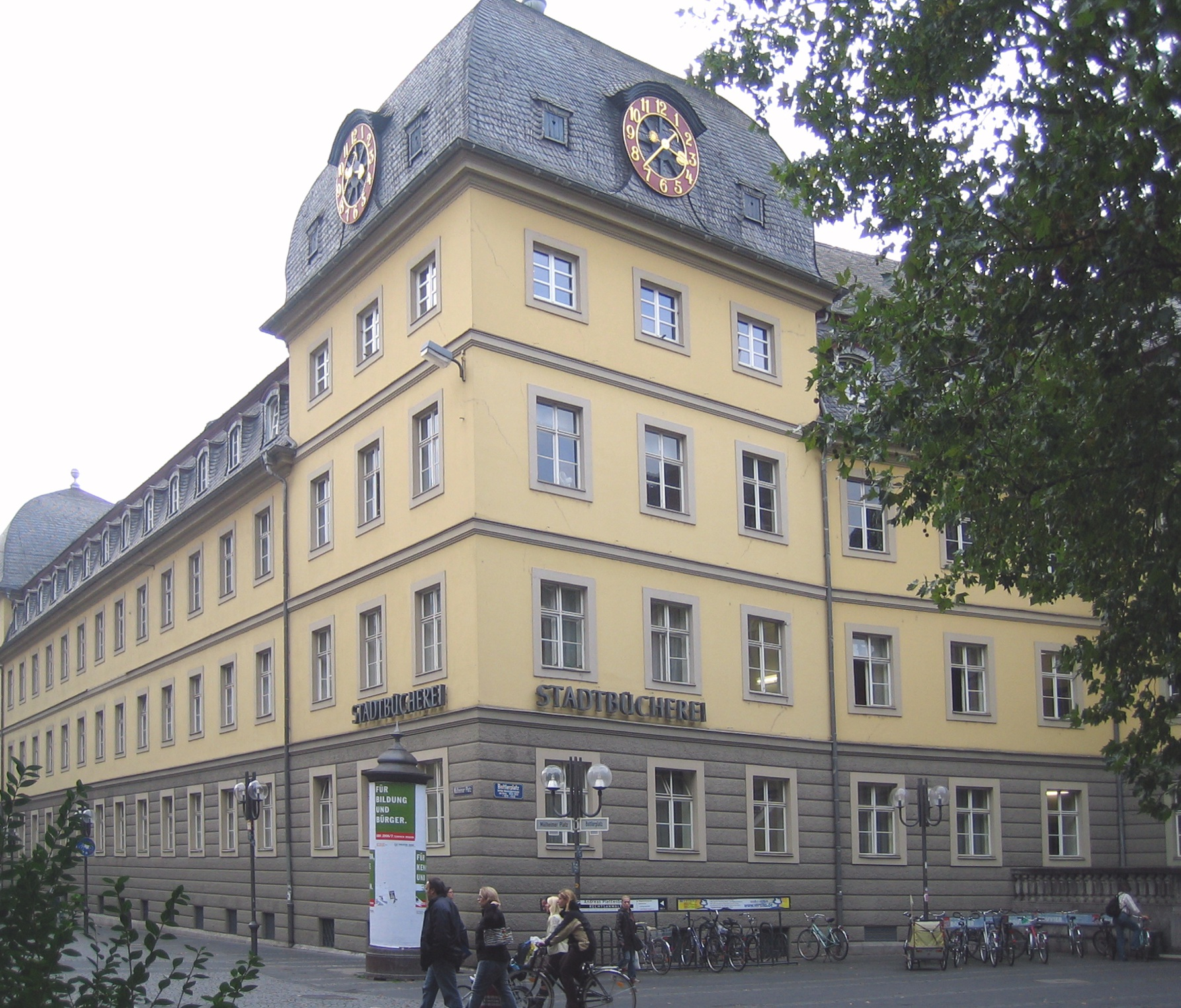
Ancien hôtel de ville de Bonn

- 1906-1909, Extension du bâtiment de l'université de Munich
- 1910, Adolphus Busch Hall (en) à Boston
- 1911-1914, Schlosshotel im Grunewald (de) à Berlin-Grunewald qui fut construit comme villa de Walter von Pannwitz (de)
- 1914-1916, Bâtiment de la société d'assurance "Arminia" à Munich
- 1922, ancien hôtel de ville de Bonn
- 1920-1923, Bâtiment administratif à Berlin
- 1927-1928, Krochhochhaus (de) sur la Augustusplatz à Leipzig
- 1927-1930, Église paroissiale évangélique luthérienne Christuskirche à Neuburg an der Donau
- 1913-1919, Germanisches Nationalmuseum, reconstruction et extension du bâtiment
- 1923-1926, Extension du bâtiment de l'université technique de Munich
- 1928-1932, Bâtiment d'étude et centre de congrès du Deutsches Museum à Munich
- 1931, Consécration de l'église évangélique de la résurrection à Munich
- 1935-1936, Bâtiment de la Luftwaffe sur Prinzregentenstraße à Munich
- 1938, Consécration de l'église évangélique luthérienne Stephanus à Munich